# Hilary Skarżyński
Hilary Skarżyński (ur. 18 czerwca 1925 w Katowicach, zm. 30 września 1987 w Miami Beach, USA) – polski hokeista na lodzie, reprezentant Polski, trzykrotny olimpijczyk.
Syn Franciszka i Zofii Sawickiej.

## Kariera
- Siła Giszowiec (1945–1946)
- HKS Siemianowiczanka (1946–1948)
- Stal Katowice (1948–1949)
- Górnik 1920 Katowice (1949–1960)

W sezonie 1959/1960 19 marca 1960 rozegrał ostatni mecz w karierze w barwach Górnika w meczu przeciw Legii Warszawa w Katowicach (0:4). Łącznie zagrał 371 meczów ligowych, w których strzelił 449 goli.
W latach 1947–1958 był reprezentantem Polski. W 47 meczach zdobył 23 gole. Uczestniczył w turniejach mistrzostw świata w 1948, 1952, 1959, zimowych igrzysk olimpijskich 1948, 1952 i 1956, strzelając 10 goli.
W etapie finałowej sezonu I ligi 1960/1961 opiekował się drużyną Baildonu Katowice.
Zginął w wypadku samochodowym w Miami Beach (USA).